# 아이자와 미유
아이자와 미유(일본어: 逢沢 みゆ, 2003년 3월 3일~)는 일본의 아이돌 출신 AV 여배우이다. 2024년 4월 발매 '아사히 예능' 발표 '2024 현역 AV여배우 섹시 총선거'에서 종합 25위를 기록했다.